# Konzhukovia
Konzhukovia is een geslacht van uitgestorven temnospondyle Batrachomorpha (basale 'amfibieën'). De Temnospondyli zijn de grootste clade van basale tetrapoden, waaronder ongeveer 198 geslachten, 292 soorten, en meer dan de helft daarvan leefde tijdens het vroege Mesozoïcum. 
Het dier was een carnivoor die ongeveer 260 miljoen jaar geleden leefde en tot ongeveer drie meter lang kon worden. In het bijzonder leefde Konzukovia tijdens het Laat-Perm, tussen 252 en 270 miljoen jaar geleden, afhankelijk van het type gesteente waarin het fossiel werd gevonden. Er zijn drie soorten benoemd binnen dit geslacht: Konzhukovia vetusta, Konzhukovia tarda en Konzhukovia sangabrielensis. De eerste twee komen uit Rusland en de laatste uit Zuid-Brazilië. De ontdekking van dit exemplaar in Zuid-Brazilië leverde verder bewijs om het idee te ondersteunen dat er tijdens het bestaan van deze dieren een biologische corridor was vanwege het supercontinent Pangea, waardoor deze soorten zo ver uit elkaar konden worden gevonden. 
Konzhukovia behoort tot de Archegosauridae, een groep die bestaat uit grote temnospondylen die in levenswijze hoogstwaarschijnlijk te vergelijken zijn met moderne krokodillen. Sinds de ontdekking van de nieuwste soort Konzhukovia sangabrielensis stelt Pacheco voor dat de nieuwe familie Konzhokoviidae moet worden gevormd, een monofyletische groep in een zustergroepverwantschap met Stereospondyli om de drie soorten te huisvesten. Schedels van Konzhukovia vertonen meestal typische rhinesuchide kenmerken, waaronder een algemeen parabolische profiel, kleine oogkassen die meer naar achteren zijn geplaatst en pterygoïden die het ploegschaarbeen niet bereiken. Deze dieren hadden een amfibische levenwijze met een zwemmende larvefase. Ze hadden een lange snuit die duidelijke aanpassingen toonde voor het vangen van vissen, een typisch aquatische kenmerk.

## Etymologie
De geslachtsnaam eert de paleontologe Elena Dometewna Konzjoekowa omdat zij de typesoort Melosaurus vertusta benoemde. De naam werd fout gespeld als Konzohuvia in Schoch en Milner (2000).

## Beschrijving
De schedel van Konzhukovia heeft een algemeen driehoekig uiterlijk. De zijranden van de snuit lopen eerst in rechte lijnen naar elkaar toe. Daarna wijken ze uiteen en het meest voorste deel van de snuit is afgerond. De schedel bevat zowel onder als boven de oogkassen sensorische zijlijnkanalen: de onderste bevindt zich op het bovenkaaksbeen en loopt naar achteren naar het traanbeen toe, terwijl de onderste trog zich naar voren uitstrekt naar de neusholte. De oogkassen zijn langwerpig en de schedel vertoont gepaarde voorste verhemeltevensters. De oogkassen zijn iets na het middenpunt van de schedel geplaatst en zijn relatief ver van elkaar verwijderd. De schedel heeft een pleurodontisch gebit met met de kaken vergroeide tanden. Het bovenkaaksbeen en premaxilla van gevonden exemplaren tonen meer dan dertig tanden. De rij tanden loopt recht tussen de vomerine hoektanden. De vomerine slagtanden en palatine slagtanden zijn even groot, en de maxillaire tanden zijn van voor naar achter samengedrukt. Als we de drie soorten vergelijken, was Konzhukovia sangabrielensis met een lengte van ruim twee meter bijna twee keer zo groot als zowel Konzhukovia tarda als Konzhukovia vetusta en leek hij erg robuust in algemene vorm. 
De septomaxilla is niet zichtbaar in het gevonden exemplaar dat Konzhukovia sangabrielensis vertegenwoordigt. Pacheco gebruikte fylogenetische gevolgtrekking om te concluderen dat Konzhukovia sangabrielensis de septomaxilla volledig miste aangezien de afwezigheid van dit bot een veelvoorkomend kenmerk is bij zijn verwanten. Alle drie Konzhukovia-soorten vertonen ovale neusgaten met brede zijopeningen aan de voorste rand van de snuit (Pacheco, 2016). De premaxilla, maxilla en neusbeen maken allemaal contact met de randen van de neusgaten en het prefrontale is gefragmenteerd. Het bovenkaaksbeen vormt het grootste deel van de zijrand van de choanae, wat een algehele lange en ovale vorm geeft die wordt gezien bij alle konzhukoviiden en verschillende andere temnospondylen. Het ploegschaarbeen maakt contact met het bovenkaaksbeen en de zijtak ervan bereikt hetzelfde niveau als de palatinale plooien. Het cultriforme uitsteeksel van de parasphenoïde in Konzhukovia vetusta en Konzhukovia tarda keept de ploegschaarbeenderen in. Deze dieren hebben interpterygoïde holten die ovaal en langwerpig lijken te zijn, het verhemeltebeen vormt het meest voorste deel van de holte. De pterygoïden zijn gefragmenteerd en in Konzhukovia tarda loopt de palatine tak van de pterygoïde vóór de palatine slagtanden, in tegenstelling tot Konzhukovia vetusta waar deze tak eindigt op hetzelfde niveau. Het is bekend dat het darmbeenblad niet gespleten is bij Konzhukovia vetusta.

## Ontdekking

### Konzhukovia vetusta
Konzhukovia vetusta, de 'zeer oude', werd in 1955 benoemd door E.D. Konzhukova als een Melosaurus vetusta. Een schedel van Konzhukovia vetusta werd gevonden in de Bolshekinelskaya-formatie in de plaats Malyi Uran, regio Orenburg, in Rusland, holotype PIN 520/1. De schedel van Konzhukovia vetusta werd opnieuw beschreven in 1991 door Gubin en toegewezen aan de familie van Melosauridae, die later werd hernoemd.

### Konzhukovia tarda
Konzhukovia tarda, de 'trage', werd gevonden in de Oker Assemblage Zone in de regio Orenburg in Rusland. Het holotype is PIN 1758/253, een schedel.

### Konzhukovia sangabrielensis
In 2016 beschreef Cristian Pereira Pacheco Konzhukovia sangabrielensis op basis van de voorste helft en gedeeltelijke rechterkant van een schedeldak en verhemelte van een temnospondyl uit Zuid-Amerika, holotype UNIPAMPA PV 00137. De soortaanduiding sangabrielensis is afgeleid van de gemeente waar het exemplaar werd teruggevonden in het zuiden van Brazilië. De diagnose van de soort door Pacheco en zijn groep, plaatste het in het geslacht Konzhukovia dat voorheen uitsluitend uit Rusland bekend was. Het exemplaar van Konzhukovia sangabrielensis werd gevonden Posto Queimado (Vroeg-Guadalupien), Rio do Rasto-formatie, staat Rio Grande do Sul, zuidelijk Bazilië. Aanvankelijk werd dit exemplaar gedetermineerd als een Melosaurinae door Dias-da-Silva (2012), maar fylogenetische analyse ondersteunde de plaatsing binnen Tryphosuchinae, basaal voor de Russische temnospondylen van deze groep. Zodra Konzhukovia sangabrielensis werd ontdekt, werd de nieuwe familie van Konzhokoviidae voorgesteld om de nieuwe Braziliaanse soort in een klade te brengen met zijn Russische verwanten. Konzhukovia sangabrielensis is de meest basale konzhukoviide in de groep.

## Geologische omgeving
De Rio do Rasto-formatie, waar Konzhukovia sangabrielensis werd teruggevonden, strekt zich uit van het Guadalupien tot het Lopingien. De Perm-exemplaren die in het zuiden van Zuid-Amerika zijn gevonden, bestaan alleen uit fossiele fauna's in de Rio do Rasto-formatie.
Het gebied van de Zuidelijke Oeral in Europees Rusland, waar Konzhukovia tarda en Konzhukovia vetusta werden gevonden, was de locatie van vele amfibieën en reptielen uit het Boven-Perm, ontdekt tijdens de jaren 1940. Het gebied met rijke afzettingen bestaat uit 900.000 km² land tussen de rivier de Wolga in het noordwesten en Orenburg in het zuidwesten. Een continentale opeenvolging bestaande uit moddersteen, siltsteen en zandsteen levert exemplaren op uit de laatste twee stadia van het Perm, het Kazanische en het Tataarse.